# تتسورو کاشیبوچی
تتسورو کاشیبوچی (انگلیسی: Tetsurō Kashibuchi; ۹ نوامبر ۱۹۵۰ – ۱۷ دسامبر ۲۰۱۳) موسیقی‌دان اهل ژاپن بود.